# 1. gardna zračnoprevozna divizija (ZSSR)
Za druge 1. divizije glejte 1. divizija.
1. gardna zračnoprevozna divizija je bila gardna zračnoprevozna divizija v sestavi Rdeče armade med drugo svetovno vojno.

## Zgodovina
Divizija je bila ustanovljena decembra 1942 z reorganizacijo ostankov 4. zračnoprevoznega korpusa. 

## Organizacija
- štab
- 3. gardni strelski polk
- 6. gardni strelski polk
- 13. gardni strelski polk
- 4. gardni artilerijski polk